# 선성김씨전의비
선성김씨전의비(宣城金氏傳疑碑)는 경상북도 안동시 도산면 단천리에 있다. 2013년 4월 9일 안동시의 문화유산 제65호로 지정되었다.